# جون س. غرين
جون س. غرين (بالإنجليزية: John C. Green)‏ هو أكاديمي أمريكي، ولد في 1953.